# 6-モノアセチルコデイン
6-モノアセチルコデイン(6-Monoacetylcodeine、6-MAC)は、コデインの酢酸エステルで、6位の水酸基がアセチル化している。原料となるアヘンのコデインが残ったモルヒネ溶液からヘロインを生成しようとするときに生じ、しばしばヘロインに不純物として含まれる。6-MACは、ヘロイン自体よりも効き目が強いため、無水酢酸の付加か、または触媒による酢酸の付加によって形成される。6-MACは最終的にコデイン、そしてモルヒネに代謝される。6-MACは、痛み緩和のために処方されたヘロインには含まれず、不法に製造されたヘロインだけに含まれるため、尿中の6-MACの存在確認が不法モルヒネ使用の検出法として用いられる。6-MACは、オキシコドンの前駆体である14-ヒドロキシコデイノンの前駆体となる。6-7二重結合を還元するために用いる次亜硫酸イオンによって、7-8二重結合も還元される。